# Rodolphe Cuendet
Rodolphe Cuendet (1887. – Svájc, Vaud kanton, Sainte-Croix, 1954. február 9.) svájci válogatott jégkorongozó, olimpikon.
Először olimpián az 1920-as nyárin vett részt a svájci jégkorongcsapatban. Első mérkőzésükön nagy vereséget szenvedtek el az amerikaiaktól: 29–0-ra kikaptak. Ezután a bronzmérkőzésért játszottak a svéd válogatottal, amin 4–0-ra ismét kikaptak. Így az ötödikek lett.
Svájcban a Genève-Servette HC-ben játszott.